# Алфред Харди
Алфред Харди (фр. Alfred Louis Philippe Hardy; 30. новембар 1811 — 23. јануар 1893) је био француски дерматолог.

## Биографија
Рођен је 30. новембра 1811. у Паризу. Године 1836. је докторирао, а 1839. постао је шеф клинике. Године 1847. стекао је агрегацију на Сорбони, а четири године касније постао је шеф кухиње у болници Сент Луис. Неколико година је држао часове дерматологије у болници. Године 1867. наследио је Жил Беја на месту председавајућег интерне патологије на универзитету.
Исте године је постао члан медицинске академије (одељења за терапију). Године 1889. био је председник Првог међународног конгреса дерматологије и сигилографије.

## Дела
Године 1868. објавио је Clinique photographique de l'Hôpital Saint-Louis, једну од првих илустрованих књига о дерматологији (49 оригиналних фотографија, од којих су неке ручно обојене).
- Traité élémentaire de pathologie interne (са Жил Бејом) три књиге, 1846–55 – основна расправа о унутрашњој патологији.
- Leçons sur les maladies de la peau professés a l'hôpital St Louis, 1860 – лекције о болестима коже у болници Сент Луис.
- Leçons sur les maladies dartreuses professées à l'hôpital Saint-Louis, 1862 – поуке о опаким болестима које се лече у болници Сент Луис.
- Leçons sur la scrofule et les scrofulides et sur la syphilis et les syphilides professées à l'hôpital Saint-Louis, 1864 – лекције о шкрофулама и сифилису које се лече у болници Сент Луис.[4]
- The dartrous diathesis, or eczema and its allied affections – енглески превод Leçons sur les maladies dartreuses Хенрија Пифарда (1868).